# Liên Sơn (thị trấn)
Liên Sơn là thị trấn huyện lỵ của huyện Lắk, tỉnh Đắk Lắk, Việt Nam.
Thị trấn có diện tích 12,54 km², dân số năm 1999 là 5.425 người, mật độ dân số đạt 433 người/km².